# Led Zeppelin IV
Led Zeppelin IV es el cuarto álbum de estudio de la banda de rock Led Zeppelin, lanzado el 8 de noviembre de 1971 por Atlantic Records. 
Fue producido por Jimmy Page, guitarrista de la banda, y grabado entre diciembre de 1970 y febrero de 1971. Contiene las canciones "Black Dog", "Rock and Roll" y "Stairway to Heaven" (este último nunca fue publicado como sencillo, sin embargo fue la más popular para el álbum)

## Detalles y recepción
Aunque el álbum es principalmente conocido como "Led Zeppelin IV", para mantener la numeración de sus álbumes anteriores, también recibe otros nombres como "Zoso", "Runes", "Four Symbols", "Four" e incluso "Untitled".
Jimmy Page decidió editar el disco sin título o nombre alguno en la tapa -ni siquiera el nombre del grupo-, después de la fría recepción por parte de la crítica al tercer álbum de estudio de la banda, Led Zeppelin III. 
Por razones de continuidad, se tiende a llamarlo "Led Zeppelin IV", aunque en su versión original, no había absolutamente nada escrito en el disco que permitiese identificarlo, salvo la frase "Produced by Jimmy Page" (Producido por Jimmy Page) en la funda interior. 
En 2003, en una edición especial, la revista Rolling Stone posicionó el álbum en el puesto 69 de su lista de Los 500 mejores álbumes de todos los tiempos.
El disco fue lanzado al mercado en noviembre de 1971 y vendió 15.000.000 de copias en poco tiempo, estableciendo al grupo como una de las bandas más vendidas de la década. Con el tiempo, ha llegado a vender 37.000.000 de copias, siendo el álbum más vendido de la banda y convirtiéndose a su vez en el tercer álbum más vendido de los años 1970, solo por detrás de The Dark Side of the Moon y The Wall, ambos de Pink Floyd, y en uno de los más vendidos de todos los tiempos. Fue certificado por 24 X Platino Recording Industry Association of America (RIAA).

## Portada
En cuanto a la portada, en esta ocasión conectó más con los gustos del grupo, según comentaba Jimmy Page.

Robert y yo ideamos el diseño del IV. Robert había comprado la lámina que aparece en la portada en una chatarrería en Reading. Entonces se nos ocurrió la idea de que la imagen - el hombre con la leña - representase lo antiguo en un edificio derruido, con lo nuevo surgiendo por detrás.

En una de las casas que se ven al fondo de la foto aparece un cartel blanco con este mensaje: "Alguien muere de hambre cada día". Se intentó que las letras fueran más visibles, pero el resultado es el que aparece. La ilustración del interior, elegida especialmente por Page, fue realizada por Barrington Colby Mom, y representa al Ermitaño del tarot, una figura que - según Page - representa autosuficiencia y sabiduría.
En la funda del disco aparecía la letra de la canción "Stairway to Heaven", y unos símbolos únicos, a modo de firma de cada uno de los integrantes de la banda. De izquierda a derecha son los siguientes.
Símbolo de Jimmy Page
Se desconoce exactamente lo que este símbolo significa ya que el propio Page se ha mostrado reacio a revelarlo. Por lo cual su significado sigue siendo un misterio y es conocido solo por el propio Page. Ha sido asociado con el ocultismo, ya que es bien sabido el interés del guitarrista y compositor por Aleister Crowley, aunque también puede significar la representación de la chispa creativa de conciencia divina que existe en cada individuo, enlazándole con la fuente del origen de la vida y haciéndole cocreador del mundo. Representa el deseo de vivir y la energía vital del individuo.
Símbolo de John Paul Jones
Es una triqueta que simboliza el cuerpo, la mente y el alma.
Símbolo de John Bonham
Es un símbolo temprano de la Santísima Trinidad. Cada círculo tiene su propio centro, por lo cual están completos en sí mismos; al mismo tiempo cada uno tiene una gran porción en común con los demás círculos, aunque solo la parte central está cubierta por los tres círculos, en esa porción hay un nuevo centro que es el corazón verdadero de la figura.
Símbolo de Robert Plant
La pluma es el símbolo de la deidad egipcia Maat, diosa de la verdad la justicia y la armonía cósmica. También es el símbolo de un escritor; símbolo en el que se han basado todo tipo de filosofías, y tiene una herencia interesante, por ejemplo, significa valentía en muchas tribus.

## Lista de canciones
| Lado A |                          |          |  |
| N.º    | Título                   | Duración |  |
| 1.     | «Black Dog»              | 4:55     |  |
| 2.     | «Rock and Roll»          | 3:40     |  |
| 3.     | «The Battle of Evermore» | 5:38     |  |
| 4.     | «Stairway to Heaven»     | 7:55     |  |

| Lado B |                         |          |  |
| N.º    | Título                  | Duración |  |
| 1.     | «Misty Mountain Hop»    | 4:39     |  |
| 2.     | «Four Sticks»           | 4:49     |  |
| 3.     | «Going to California»   | 3:36     |  |
| 4.     | «When the Levee Breaks» | 7:08     |  |

## Créditos
- Robert Plant: voz, armónica
- Jimmy Page: guitarra acústica, guitarra eléctrica
- John Paul Jones: bajo eléctrico, mandolina, piano eléctrico, sintetizador
- John Bonham: batería

Invitados
- Sandy Denny: voz en "The Battle of Evermore"
- Ian Stewart: piano en "Rock and Roll"

Producción
- Jimmy Page: producción
- George Chkiantz: mezcla
- Peter Grant: producción ejecutiva
- Jeremy A. Johns: ingeniería de audio, mezcla